# 山中節

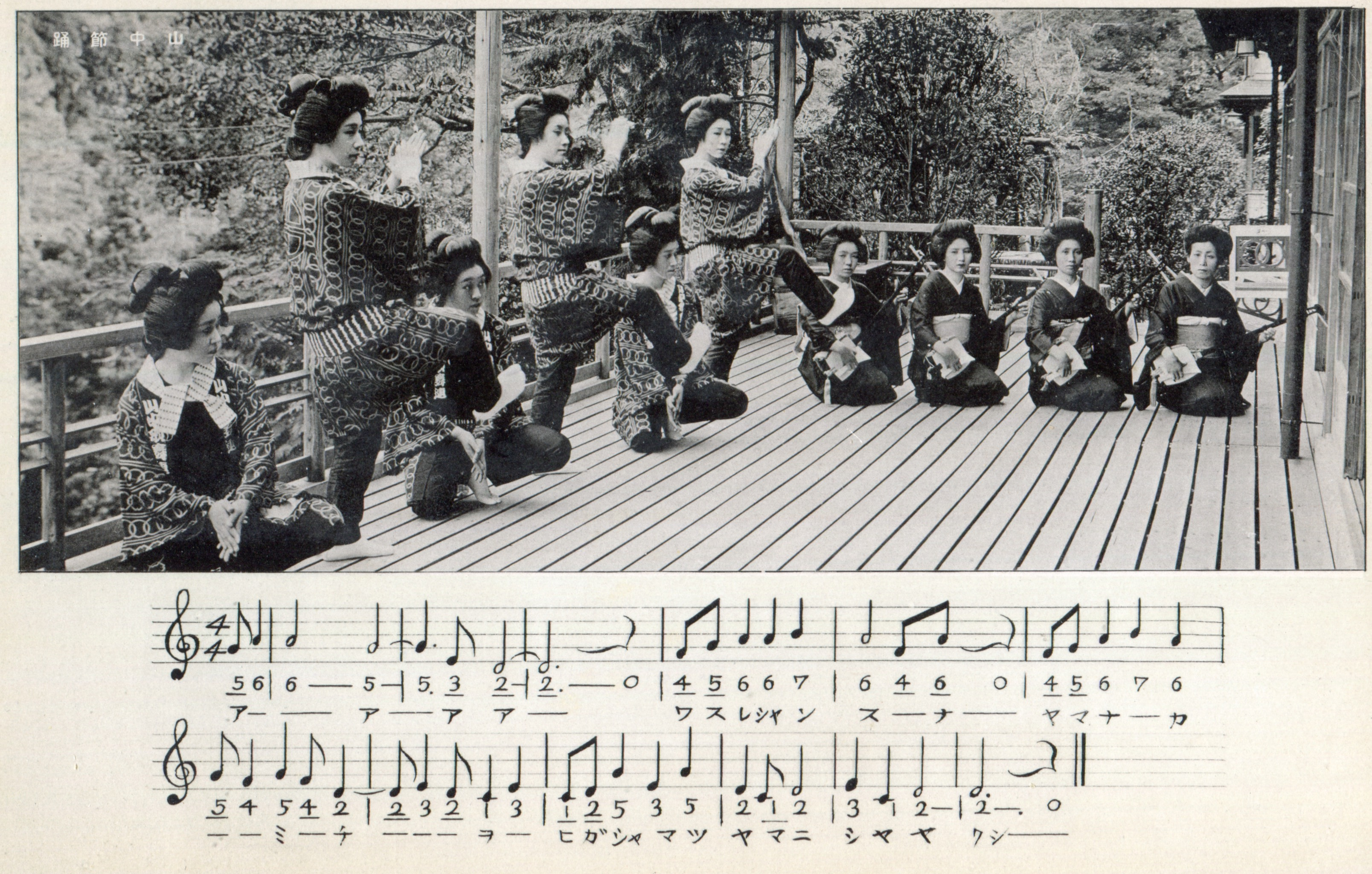
山中節の演奏と踊りの写真と楽譜が描かれた絵葉書

山中節（やまなかぶし）は石川県加賀市山中温泉の民謡。北前船の船頭たちが寄港地で覚えた各地の俗謡を湯治で訪れた当地で歌ったことを起源とすると言われている。現代に伝わる代表的な歌詞としては1908年（明治41年）以降に採録された。山中温泉では毎年9月に「日本海民謡祭山中節全国コンクール」、「山中節道中流し」、「こいこい祭」などで聞くことができる。

## 歴史

### 起源
江戸時代の中期、元禄期に起源があるとされるが、現在の山中節と同じ七七七五調の俗謡形式がすでに確立されていたこと以外に、山中節の起源に関しては未だ不明な点が多い。しかし、その頃から「湯座屋節」や「湯の廊下節」とも呼ばれ、日本三大民謡の一つとされている。諸説あるが、石川県加賀市の橋立や瀬越などの北前船の船頭たちが寄港地で覚えた俗謡（江差追分、松前追分、出雲節など）を湯治で訪れた山中温泉で歌い、それを浴衣娘（ゆかたべ）と呼ばれる女中が山中訛りでまねた歌が山中節の起源とする説がある。この頃の山中節は定まった歌い方が無く、歌詞も思い思いに作られた。

### 明治時代
「明治初期、地元芸妓達で山中節娘踊りが作られた」とある通り、お座敷芸としての山中節が形作られるうえで明治時代の芸妓らによる尽力が大きい。また、「湯座屋節」「湯の廊下節」「あてうたのいいやんこ」などと呼ばれていた俗謡の歌詞が初めて、1908年（明治41年）に発行された『加賀志徴』で山中俗謡として2句採録された。

### 大正時代
1923年（大正12年）に、松竹株式会社の配給でトーキー映画、小沢得二監督『山中小唄』が制作された。湯女と宿の若主人との悲恋をテーマにした映画で、山中節を録音挿入した。本作で挿入歌として「山中節」と名付けられた。同映画は関東大震災の1ヶ月後の1923年10月10日に封切りされ、東京の映画館で上映の際、力弥という芸妓が山中節を披露した。
1925年（大正14年）に発行された『石川県江沼郡史』に「山中節」として18句と楽譜が採録された。

### 昭和時代以降
山中節を「正調山中節」として確立した山中温泉の芸妓に、山中節初代米八（本名・安實清子）がいる。1909年（明治42年）に生まれ、18歳のとき「米八」の名前で芸妓としてデビューし、米八名義でレコードを18枚リリースした。うち13枚は山中節が確認されている。
初代米八が初めて三味線を取り入れて、ラジオ放送で一定時間内で歌い上げる定型を作り上げた。1973年（昭和48年）、山中節保存会により初代米八による山中節が「正調山中節」として認定された。また、これまでの山中節の伝承・普及に貢献し、座敷歌への昇華させたことから、米八が第15回伝統文化ポーラ特賞を1995年（平成6年）に受賞した。

## 代表的な歌詞
1908年（明治41年）発行の加賀志徴（）で山中俗謡として2句が掲載され、これが初めての採録だった。続いて、1925年（大正14年）の石川県江沼郡史に山中節として18句が掲載された。正調山中節は1927年（昭和2年）に初代米八（）がレコードを出した。
アー忘れしゃんすな山中道を
東ゃ松山西ゃ薬師

アーこよいも来ぬかと月黒谷の
ぐちを岩間の水の音
アー薬師山から生水を見れば
シシが水くむほどのよさ
アー桂地蔵さんにわしゃはずかしや
別れ涙の顔見せに
とんで行きたいコオロギの茶屋
恋のかけ橋二人づれ
アーかさを忘れて二天の茶屋で
西がくもれば思いだす
アー山が違うて山中見えぬ
山中恋しや山僧や
アー谷にゃ水音峰にはあらし
あいの山中海のにおい
アー桂清水で手ぬぐい拾うた
これも山中湯の流れ
アー送りましょうか送られましょか
せめて二天の橋までも
アーお前見そめた去年の五月
五月ショウブの湯の中で
アーゆかた肩にかけ戸板にもたれ
足でろの字を書くわいな
アー薬師山から湯座屋を見れば
シシが髪ゆうて身をやつす
アー鉄砲かついできた山中で
シシもうたずにから戻り

アー加賀の山中おそろしとこよ
夜の夜中にシシが出る—読売新聞(1961)より

## 特徴
山中温泉の中心街では、日中に山中節が流れているほか、公共浴場である山中温泉菊の湯前の広場にある時計台で「こいこい音頭」を聞くことができる。その他、山中節を聞くことができる機会として、毎年9月に開催される「日本海民謡祭山中節全国コンクール」、「山中節道中流し」、「こいこい祭」などがある。「山中節道中流し」では、三味線演奏家、本條秀太郎氏、本條流一門と地元山中温泉の人たち300人余りが、三味線と胡弓を弾き、踊りながら、初秋の温泉街を練り歩く。
1962年（昭和37年）11月16日に加賀市指定文化財無形民俗文化財に指定された。
| 員数 | 所有者       | 所在地         | 指定年月日       |
| ---- | ------------ | -------------- | ---------------- |
| 1件  | 山中節振興会 | 山中温泉薬師町 | 昭和37年11月16日 |

## その他
森光子はラジオ番組で2000年頃「山中節は民謡の中で一番好き」と語り「森光子一座記念館」開館につながった。